# Parasmittina latiavicularia
Parasmittina latiavicularia is een mosdiertjessoort uit de familie van de Smittinidae. De wetenschappelijke naam van de soort is voor het eerst geldig gepubliceerd in 1888 door Kirkpatrick.